# Live Acoustic
Live Acoustic – akustyczna i koncertowa EP-ka angielskiej piosenkarki Duy Lipy, wydana 8 grudnia 2017 w formacie digital download i streaming.
Minialbum zawiera akustyczne covery piosenek Amy Winehouse, Etty James czy The Beatles oraz pianistyczną wersję live jej singla „New Rules”. Dua wydała EP-kę jako niespodzianka z okazji końca roku.

## Lista utworów
| Nr | Tytuł utworu                                                | Autorzy tekstu                                   | Długość |
| -- | ----------------------------------------------------------- | ------------------------------------------------ | ------- |
| 1. | „Golden Slumbers” (akustycznie)                             | John Lennon, Paul McCartney                      | 1:51    |
| 2. | „In the Room: Tears Dry on Their Own” (na żywo z Gallantem) | Amy Winehouse, Nickolas Ashford, Valerie Simpson | 3:17    |
| 3. | „I’d Rather Go Blind” (na żywo)                             | Etta James, Ellington Jordan, Billy Foster       | 2:36    |
| 4. | „New Rules” (na żywo pianistycznie akustycznie)             | Caroline Ailin, Emily Warren, Ian Kirkpatrick    | 3:30    |
|    |                                                             |                                                  | 11:14   |